# Désirée Clary (metropolitana di Marsiglia)
Désirée Clary è una stazione della linea 2 della metropolitana di Marsiglia. È situata sotto l'incrocio tra rue Désirée-Clary e rue de Ruffi, nel III arrondissement di Marsiglia, e serve il quartiere di La Villette.

## Storia
La stazione è stata aperta al traffico il 3 marzo 1987 come parte del secondo troncone della linea 2 compreso tra Joliette e Bougainville.

## Interscambi
Nelle vicinanze della stazione effettuano fermata diverse linee di tram, autobus urbani ed interurbani.
- Fermata autobus